# Kanton Villejuif-Est
Kanton Villejuif-Est (fr. Canton de Villejuif-Est) je francouzský kanton v departementu Val-de-Marne v regionu Île-de-France. Tvoří ho pouze východní část města Villejuif.